# Airbus A330

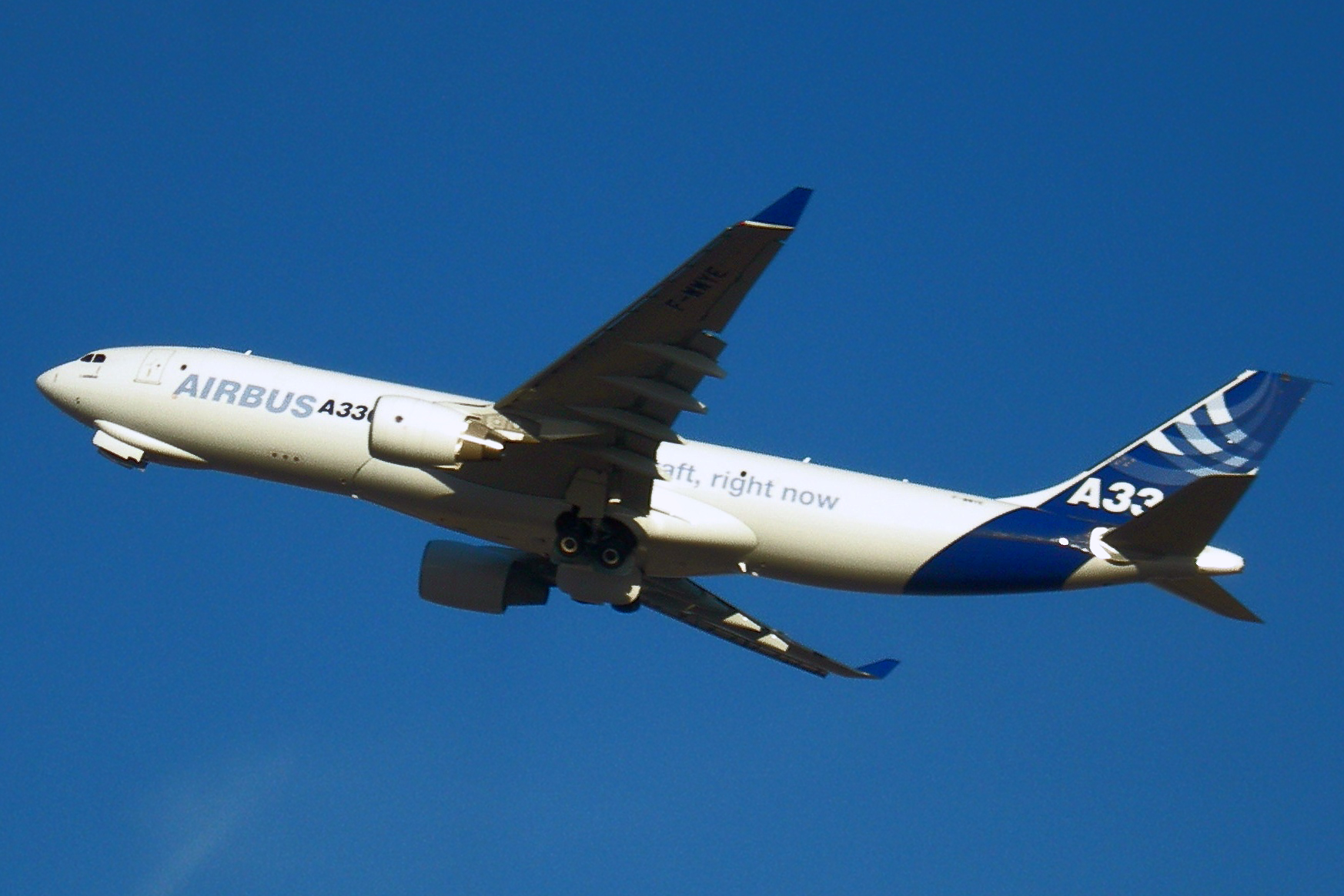
Een Airbus A330-200F in de kleuren van Airbus

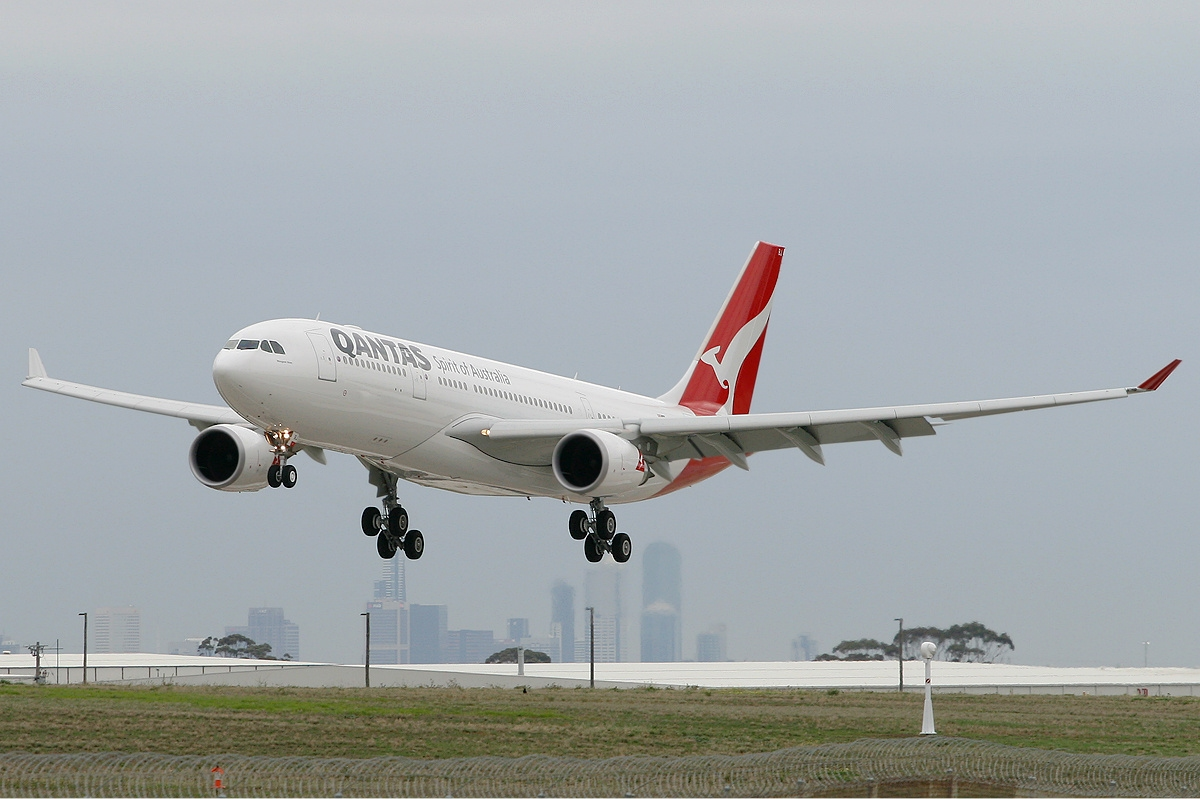
Een Airbus A330-200 van Qantas in Melbourne

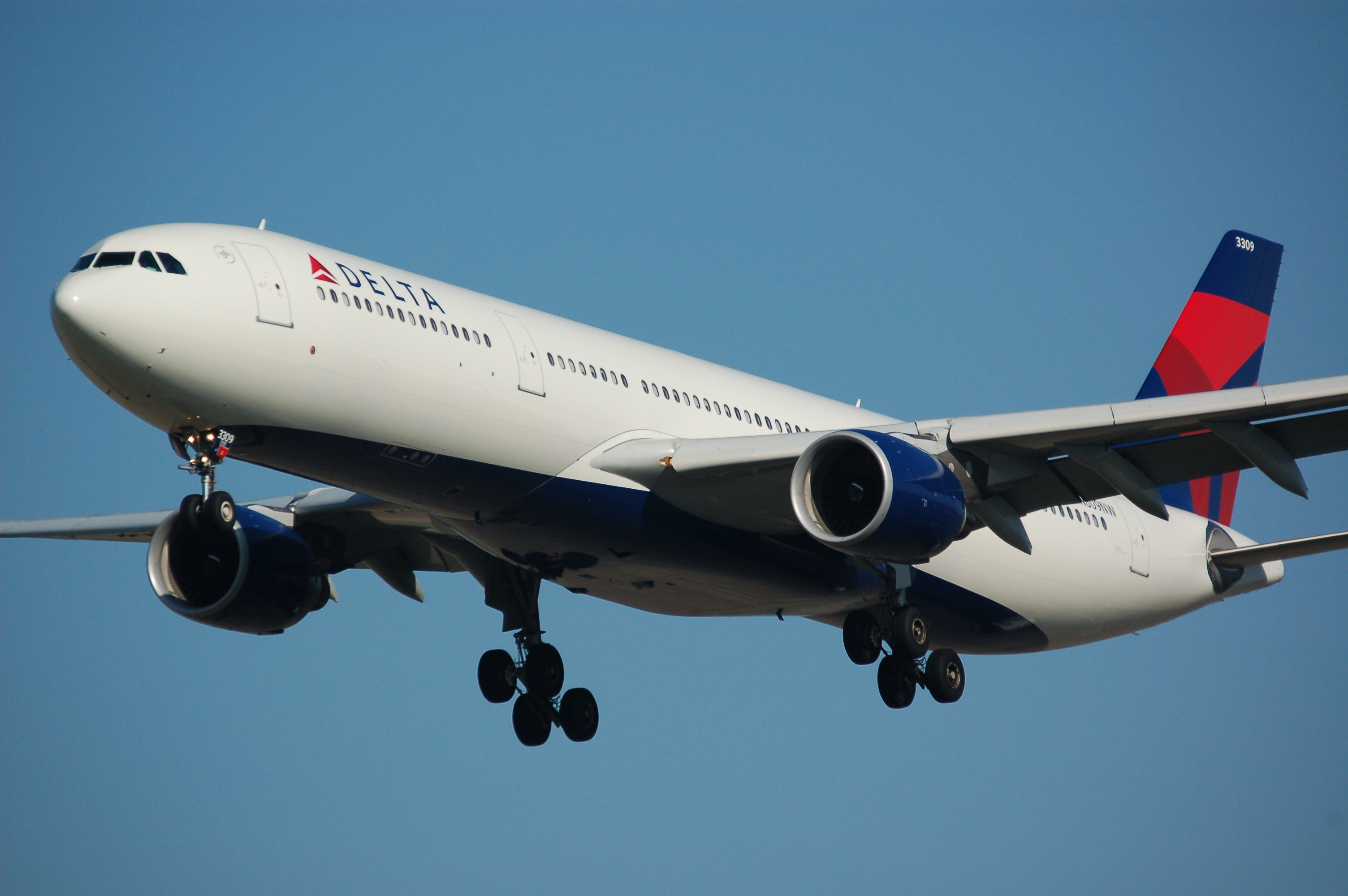
Een Airbus A330-300 van Delta Air Lines tijdens de landing op Schiphol

De Airbus A330 is een tweemotorig widebodyverkeersvliegtuig van de Europese fabrikant Airbus. Anno 2019 zijn er vier versies operationeel, de A330-200, A330-300, A330-800neo, en A330-900neo, waarbij 255 tot 400 passagiers kunnen worden vervoerd. Van de A330-200 bestaan ook een vrachtversie (A330-200F) en een militair tanktoestel (A330-200MRTT, Multi Roll Transport Tanker). Daarnaast bestaat ook de A330-200P2F en het A330-300P2F, (Passenger To Freighter) waarbij de passagiersvariant wordt omgebouwd naar een vrachtvariant. De A330-700L, ook wel de BelugaXL, vervoert onderdelen voor fabrikant Airbus, en komt in commerciële dienst niet voor. 
De A330 is na het succes van de Airbus A320-familie ontwikkeld met dezelfde technologie en hetzelfde comfort. Het toestel is tegelijk met de viermotorige Airbus A340 ontwikkeld en in 1993 in productie genomen. Beide toestellen worden op hetzelfde platform gebouwd en hebben identieke romp en vleugels. Het toestel is een verdere ontwikkeling van de oorspronkelijke Airbus A300, maar moderner en met een langere romp. De Airbus A330 heeft slankere vleugels met winglets, en zuinigere motoren (van Pratt & Whitney, Rolls Royce of General Electric). De diameter van de widebodyromp is gelijk aan die van de Airbus A300, met als standaardindeling rijen van 2-4-2 stoelen, met hiertussen 2 gangpaden. De Airbus A330 wordt gebruikt door luchtvaartmaatschappijen op drukke middellange routes (A330-300) maar ook op de minder drukke vluchten over lange afstand (A330-200). De A330 zal op termijn worden vervangen door vergelijkbare versies van de Airbus A350 en de A330neo (neo staat voor New Engine Option), die in 2014 door Airbus werd onthuld, en actief is sinds 2017. Volgens Airbus is deze versie 14% zuiniger dan de bestaande A330, die is omgedoopt tot A330ceo (Current Engine Option).

## Versies

#### Airbus A330-200
De Airbus A330-200 is ontwikkeld als concurrent van de Boeing 767-300ER en als vervanger van de vrijwel even grote Airbus A340-200. De A330-200 heeft een kortere romp dan de oorspronkelijke A330-300 en verbeterde motoren. Hierdoor is het vliegbereik aanzienlijk toegenomen tot 13.400 kilometer. De A330-200 bleek veel populairder dan de A340-200. Het toestel werd voor het eerst gepresenteerd in 1995, om drie jaar later haar eerste commerciële vlucht te maken. In december 2011 waren 572 toestellen besteld.

#### Airbus A330-200 MRTT
Airbus heeft ook een militaire versie van de Airbus A330-200 ontwikkeld. Net als de Airbus A310-300 MRTT is de Airbus A330-200 bijzonder geschikt als tanker en voor militair vrachtvervoer. Vergeleken met de Airbus A310-300 MRTT kan de A330-200 echter veel meer brandstof of andere lading meenemen. Het Britse ministerie van defensie zou enige tientallen van deze militaire A330's in dienst willen nemen, ter vervanging van militaire uitvoeringen van de Lockheed L-1011 TriStar en de Vickers VC-10. Ook de Australische luchtmacht heeft een aantal exemplaren besteld.

#### Airbus A330-200F
Dit is de vrachtversie van de Airbus A330-200. Het neuslandingsgestel van het vliegtuig is iets verlengd, waardoor de laadvloeren horizontaal lopen en lading eenvoudiger kan worden geladen en gelost. De Airbus A330-200F voltooide zijn eerste vlucht op 5 november 2009, op dat moment waren er 67 orders voor het toestel.

#### Airbus A330-300
De Airbus A330-300 werd in 1993 als eerste A330-variant geïntroduceerd en was de beoogde vervanger van de Douglas DC-10 en Lockheed L-1011 TriStar. Het toestel werd daardoor een concurrent van de McDonnell Douglas MD-11, Boeing 777-200 en de latere Boeing 767-400ER. Normaliter passen er 295 (met 3 klassen) tot maximaal 436 (in één klasse) passagiers in de A330-300.

### Airbus A330neo
Op de Farnborough Airshow van 2014 introduceerde Airbus de A330neo, die met de Rolls-Royce Trent 7000-motoren 14% zuiniger is dan de A330ceo. Ook zijn de aerodynamische eigenschappen verbeterd door het toevoegen van winglets, gebaseerd op die van de A350. Het toestel komt voor 95% overeen met de A330ceo, waardoor de onderhoudskosten laag blijven. Er zijn twee varianten ontwikkeld.

#### Airbus A330-800neo
De Airbus A330-800neo is de opvolger van de A330-200. De lengte blijft hetzelfde, maar de spanwijdte wordt met 4 meter verlengd tot 64 meter. Aangedreven met Rolls-Royce Trent 7000-motoren heeft het toestel een vliegerbereik van 15.094 kilometer.

#### Airbus A330-900neo
De Airbus A330-900neo is de opvolger van de A330-300. Ook hier blijft de lengte gelijk en wordt de spanwijdte verlengd tot 64 meter, en ook dit toestel is voorzien  van Rolls-Royce Trent 7000-motoren, waardoor het toestel een vliegbereik van 13.334 kilometer heeft.

### Airbus A330-743L
In 2015 startte Airbus het ontwerp van de Airbus A330-743L BelugaXL, een vrachtvliegtuig voor eigen gebruik en transport van vliegtuigonderdelen gebaseerd op de A330-200.

## Gebruikers

### Grootste gebruikers
Anno 2019 waren de volgende luchtvaartmaatschappijen de grootste gebruikers van de Airbus A330:
- Turkish Airlines: 65
- Air China: 59
- China Eastern Airlines: 54

### België
- Brussels Airlines heeft twaalf A330-300's in de vloot die worden ingezet op Afrikaanse routes en ook op de routes naar New York, Washington D.C. en Toronto. De A330-300's van Brussels Airlines hebben elk 295 stoelen, waarvan 30 in de business-, 21 in premium economy en 244 in de economyclass. Tot 2021 had de maatschappij 4 A330-200's in haar vloot.
- Air Belgium heeft voor haar cargo-operaties 5 A330 freighters in dienst. Deze vliegtuigen zijn allemaal afkomstig van Qatar Airways. Sinds oktober 2021 heeft men tevens de beschikking over 2 A330-900. Deze toestellen zullen in eerste instantie de vloot uitbreiden en op termijn de verouderde A340's vervangen.
- De Belgische luchtmacht had vanaf 2009 ook een A330-300 in haar vloot, maar die is inmiddels vervangen door een Airbus A321.

### Nederland
- De KLM vliegt anno 2021 met in totaal twaalf A330's. Zeven A330-200's en vijf A330-300's. Er gaan geruchten dat alle Airbus A330’s uiterlijk per 2025 de vloot verlaten dienen te hebben.

## Incidenten en ongelukken
- Op 30 juni 1994 stortte een A330 die een testvlucht maakte, kort na het opstijgen in Toulouse neer. Alle zeven bemanningsleden kwamen om.
- Op 24 augustus 2001 raakte Air Transat vlucht 236 (registratie: C-GITS) halverwege de Atlantische Oceaan zonder brandstof. De oorzaak hiervan was een menselijke fout tijdens het onderhoud. Een onderdeel van een verouderde motor werd ingebouwd hoewel dit niet volledig paste. Er was na verloop van tijd een gat in een toevoerslang ontstaan waardoor de brandstof was gaan lekken en de vlucht zonder brandstof raakte. Dit resulteerde in de langste zweefvlucht ooit gemaakt door een verkeersvliegtuig. Het toestel legde meer dan 330 km af. Er kon nog net een noodlanding worden gemaakt op de Azoren. Bij de landing kreeg het toestel alleen klapbanden door de te hoge aanvliegsnelheid.
- Op 1 juni 2009 verongelukte Air France vlucht 447 (registratie: F-GZCP), onderweg van Rio de Janeiro naar de Parijse luchthaven Charles de Gaulle, voor de kust van Brazilië. Geen van de 228 inzittenden heeft de crash overleefd.
- Op 12 mei 2010 verongelukte Afriqiyah Airways vlucht 771 (registratie: 5A-ONG), kort voor de landing op de Tripoli International Airport. Er waren 11 bemanningsleden en 93 passagiers aan boord. Alleen een negenjarig Nederlands jongetje overleefde het ongeluk.

## Specificaties

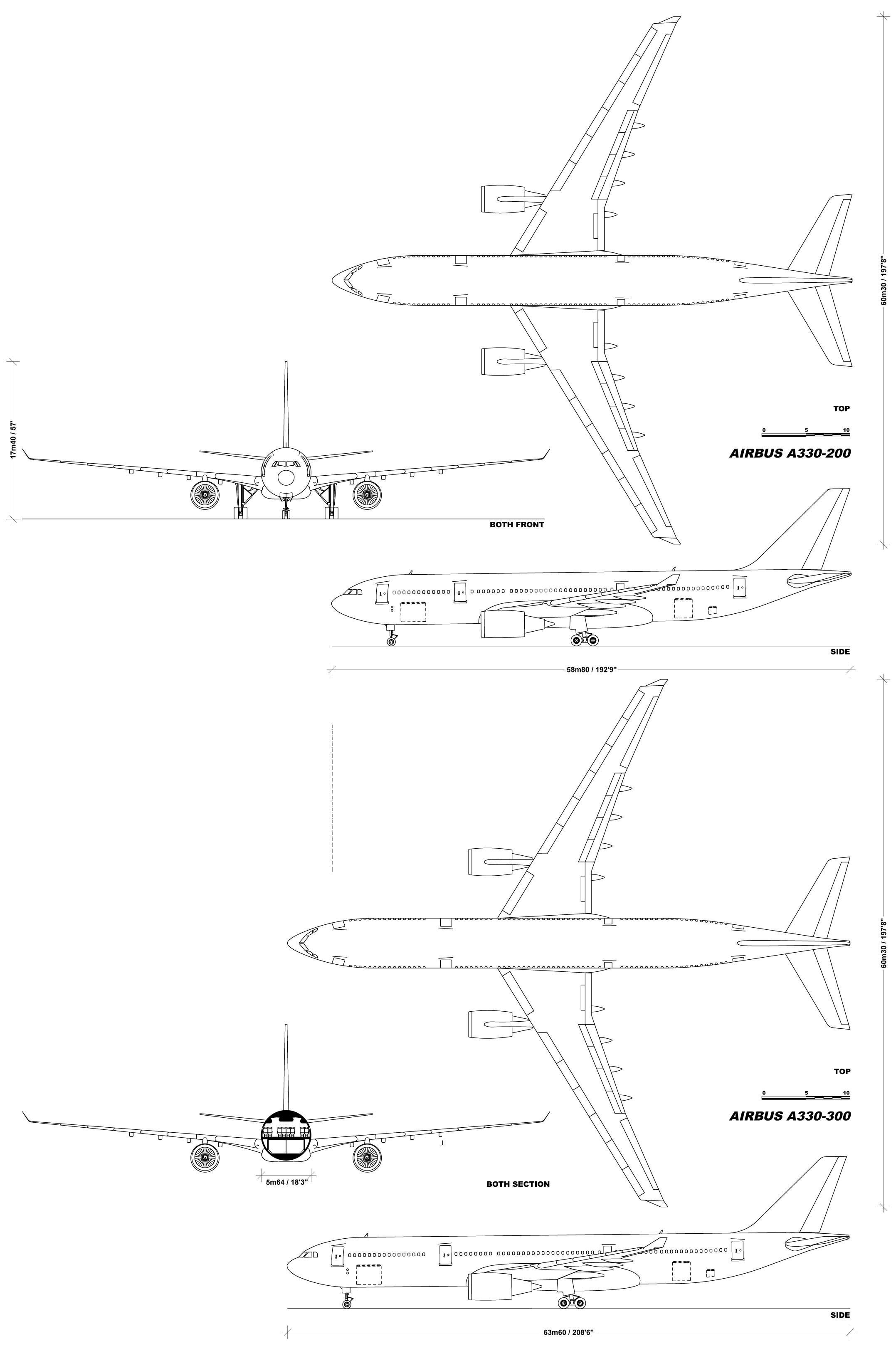
Airbus A330-200 (boven) en A330-300 (onder)

|                                                    |                                                    | Airbus A330          |                      |                      |
| A330-200                                           | A330-200F                                          | A330-300             |                      |                      |
| Interieur                                          |                                                    |                      |                      |                      |
| Interieurlengte                                    | Interieurlengte                                    | 45,0 m               | 45,0 m               | 50,35 m              |
| Interieurbreedte                                   | Interieurbreedte                                   | 5,28 m               | 5,28 m               | 5,28 m               |
| Aantal stoelen                                     | Maximum                                            | 380                  | n.v.t.               | 440                  |
| Aantal stoelen                                     | 2 klassen                                          | 293                  | n.v.t.               | 335                  |
| Aantal stoelen                                     | 3 klassen                                          | 253                  | n.v.t.               | 295                  |
| Meest gebruikte stoelconfiguratie in economy class | Meest gebruikte stoelconfiguratie in economy class | 2-4-2                | n.v.t.               | 2-4-2                |
|                                                    |                                                    | Afmetingen           |                      |                      |
| Lengte                                             | Lengte                                             | 58,82 m              | 58,82 m              | 63,69 m              |
| Rompbreedte                                        | Rompbreedte                                        | 5,64 m               | 5,64 m               | 5,64 m               |
| Hoogte                                             | Hoogte                                             | 17,39 m              | 16,88 m              | 16,83 m              |
| Spanwijdte                                         | Spanwijdte                                         | 60,3 m               | 60,3 m               | 60,3 m               |
| Vleugeloppervlakte                                 | Vleugeloppervlakte                                 | 361,6 m²             | 361,6 m²             | 361,6 m²             |
| Vleugelhoek                                        | Vleugelhoek                                        | 30°                  | 30°                  | 30°                  |
| Wielbasis                                          | Wielbasis                                          | 22,20 m              | 22,20 m              | 25,60 m              |
|                                                    |                                                    | Gewicht              |                      |                      |
| Operationeel leeggewicht                           | Operationeel leeggewicht                           | 119.600 kg           | 109.000 kg           | 124.500 kg           |
| Maximale nuttige lading                            | Maximale nuttige lading                            | 36.400 kg            | 65.000 kg            | 45.900 kg            |
| Maximaal startgewicht                              | Maximaal startgewicht                              | 238.000 kg           | 233.000 kg           | 235.000 kg           |
| Maximaal gewicht bij landing                       | Maximaal gewicht bij landing                       | 180.000 kg           | 180.000 kg           | 185.000 kg           |
|                                                    |                                                    | Motoren (×2)         |                      |                      |
| Producent, type en stuwkracht                      | General Electric                                   | CF6-80E1 320 kN      |                      | CF6-80E1 320 kN      |
| Producent, type en stuwkracht                      | Pratt & Whitney                                    | PW4000 311 kN        | PW4000 311 kN        | PW4000 311 kN        |
| Producent, type en stuwkracht                      | Rolls-Royce                                        | Trent 700 316 kN     | Trent 700 316 kN     | Trent 700 316 kN     |
|                                                    |                                                    | Snelheid             |                      |                      |
| Kruissnelheid                                      | Kruissnelheid                                      | Mach 0,82 (871 km/u) | Mach 0,82 (871 km/u) | Mach 0,82 (871 km/u) |
| Maximale snelheid                                  | Maximale snelheid                                  | Mach 0,86 (913 km/u) | Mach 0,86 (913 km/u) | Mach 0,86 (913 km/u) |
|                                                    |                                                    | Vlieghoogte          |                      |                      |
| Kruishoogte                                        | Kruishoogte                                        | 11.000 m             | 11.000 m             | 11.000 m             |
| Maximale hoogte                                    | Maximale hoogte                                    | 12.527 m             | 12.527 m             | 12.527 m             |
|                                                    |                                                    | Overige              |                      |                      |
| Vrachtcapaciteit                                   | Vrachtcapaciteit                                   | 136 m³               | 475 m³, 70.000 kg    | 162,8 m³             |
| Reikwijdte bij volledige belading                  | Reikwijdte bij volledige belading                  | 13.430 km            | 7.400 km             | 10.830 km            |
| Benodigde startbaanlengte bij volledige belading   | Benodigde startbaanlengte bij volledige belading   | 2.220 m              | nb                   | 2.500 m              |
| Maximale hoeveelheid brandstof                     | Maximale hoeveelheid brandstof                     | 139.090 l            | 97.530 l             | 97.530 l             |